# Racing Point F1 Team
Racing Point F1 Team var en britisk Formel 1-konstruktør, som blev stiftet efter, at forretningsmand Lawrence Stroll havde købt Force India. Holdet debuterede i 2019 sæsonen.
Holdets bedste sæson var i 2020, hvor at holdet sluttede på fjerdepladsen i konstruktørmesterskabet. Sæsonen blev kendt for, at mange mente, at deres bil var en kopi af Mercedes', og som resultat blev den givet øgenavnet 'Pink Mercedes'. Holdet vandt sin eneste sejr ved Sakhirs Grand Prix 2020, da Sergio Pérez tog sejren for holdet.
Holdet blev omdøbt til Aston Martin F1 Team ved 2021 sæsonen, efter at ejer Lawrence Stroll, havde købt en 14,5% andel af Aston Martin.

## Kørere og resultater
| År   | Navn                           | No. | Kørere          | Point | Placering |
| ---- | ------------------------------ | --- | --------------- | ----- | --------- |
| 2019 | SportPesa Racing Point F1 Team | 11  | Sergio Pérez    | 73    | 7. plads  |
| 2019 | SportPesa Racing Point F1 Team | 18  | Lance Stroll    | 73    | 7. plads  |
| 2020 | BWT Racing Point F1 Team       | 11  | Sergio Pérez    | 195   | 4. plads  |
| 2020 | BWT Racing Point F1 Team       | 18  | Lance Stroll    | 195   | 4. plads  |
| 2020 | BWT Racing Point F1 Team       | 27  | Nico Hülkenberg | 195   | 4. plads  |